# Diksonia antarktyczna
Diksonia antarktyczna (Dicksonia antarctica Labill.) – gatunek paproci z rzędu olbrzymkowców.
Podawane są jej polskie nazwy diksonia antarktyczna, dwuwijka antarktyczna lub diksonia południowa, pochodzące od nazwy naukowej Dicksonia antarctica Labill.
Jest to drzewiasta paproć pochodząca z południowo-wschodniej Australii. Wysokość zazwyczaj ok. 4,5-5 m, choć może dojść nawet do 15 m. Jej pierzaste liście osiągają długość do 3 m. Pień wyprostowany, gęsto pokryty włóknistymi korzeniami, na których często wyrastają epifityczne storczyki, a także inne paprocie. W naturalnym siedlisku rośnie w górach, w których bardzo często występują mżawki i mgły.

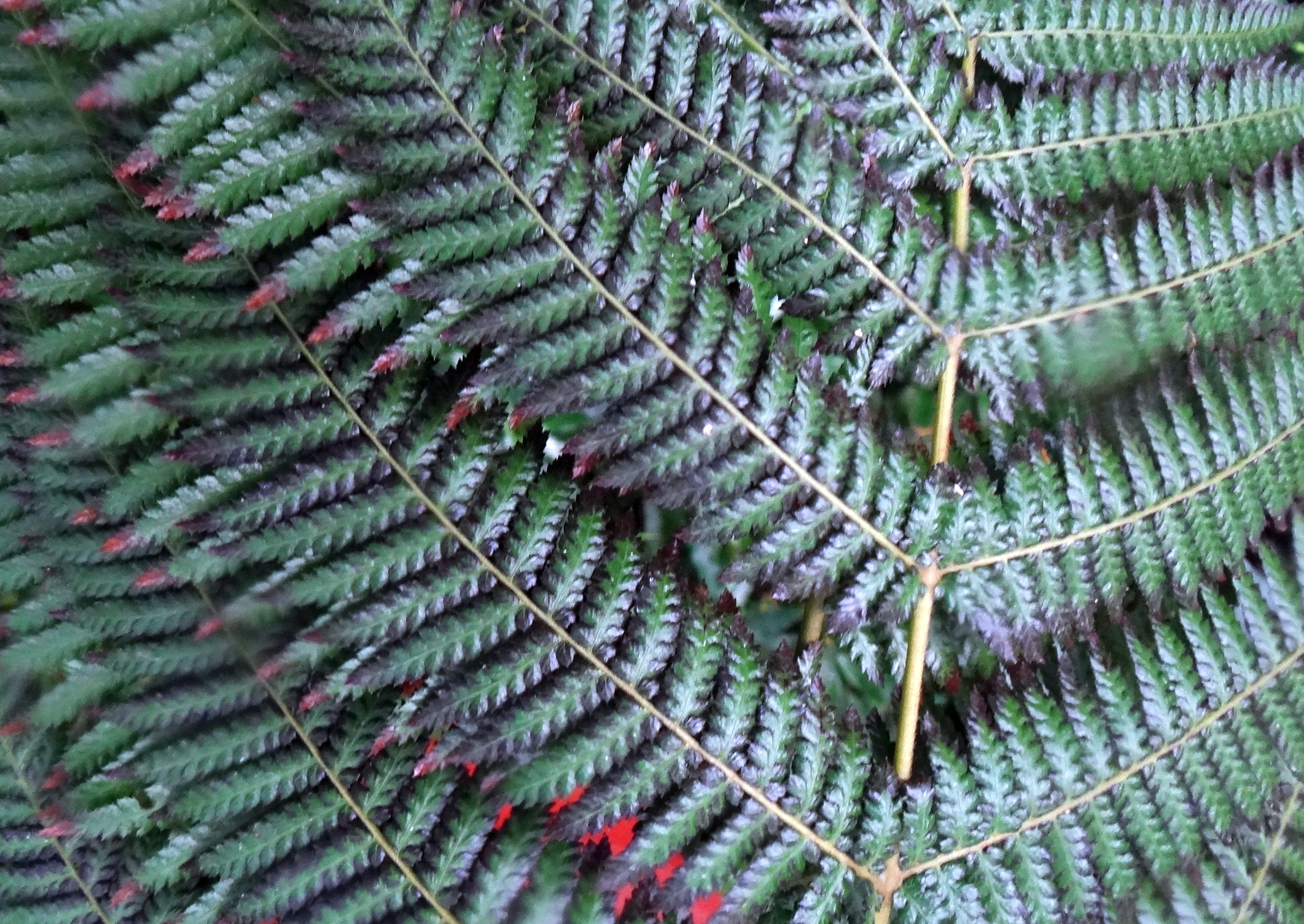
Liście (górna powierzchnia)
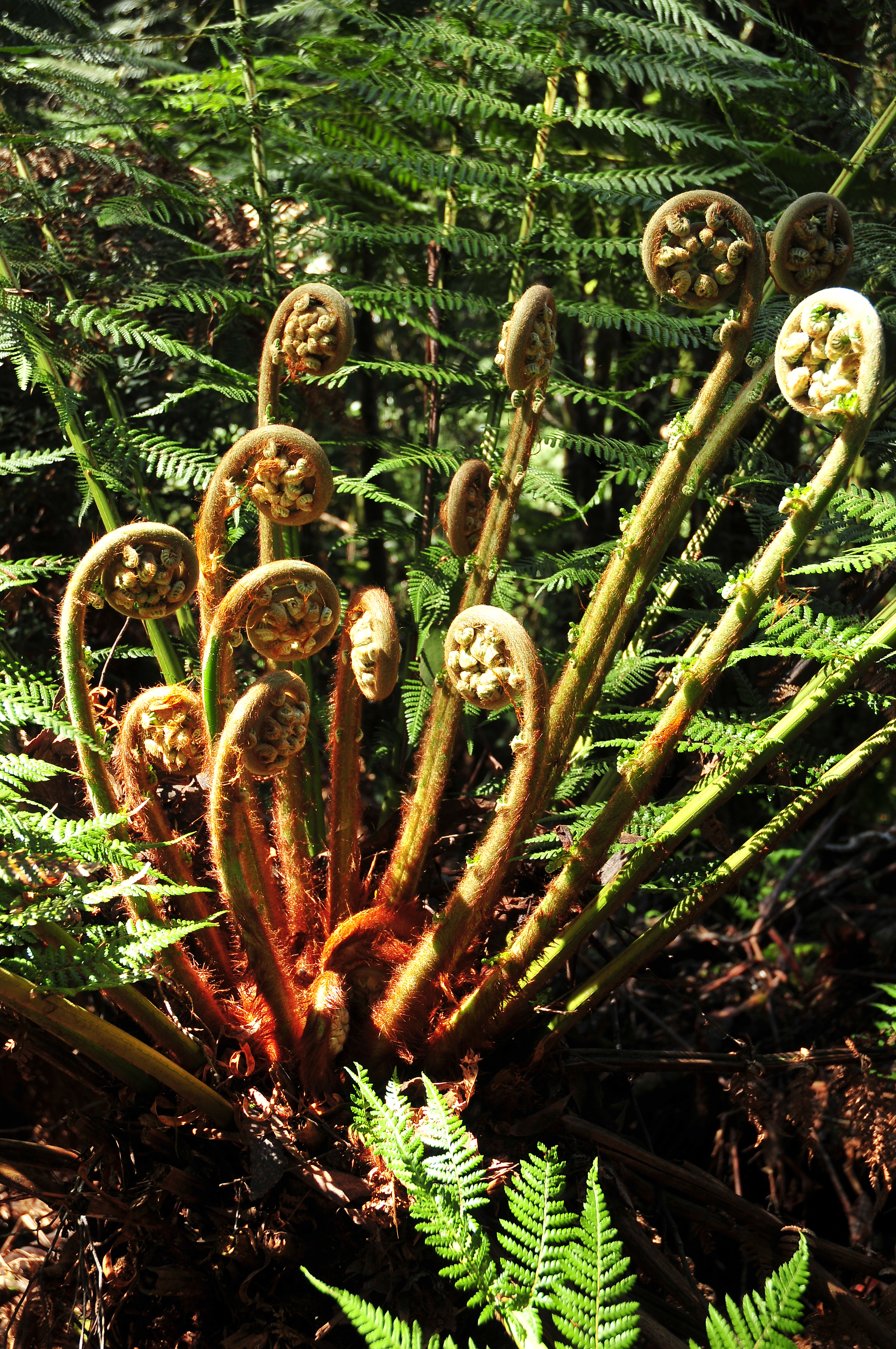
Młode liście
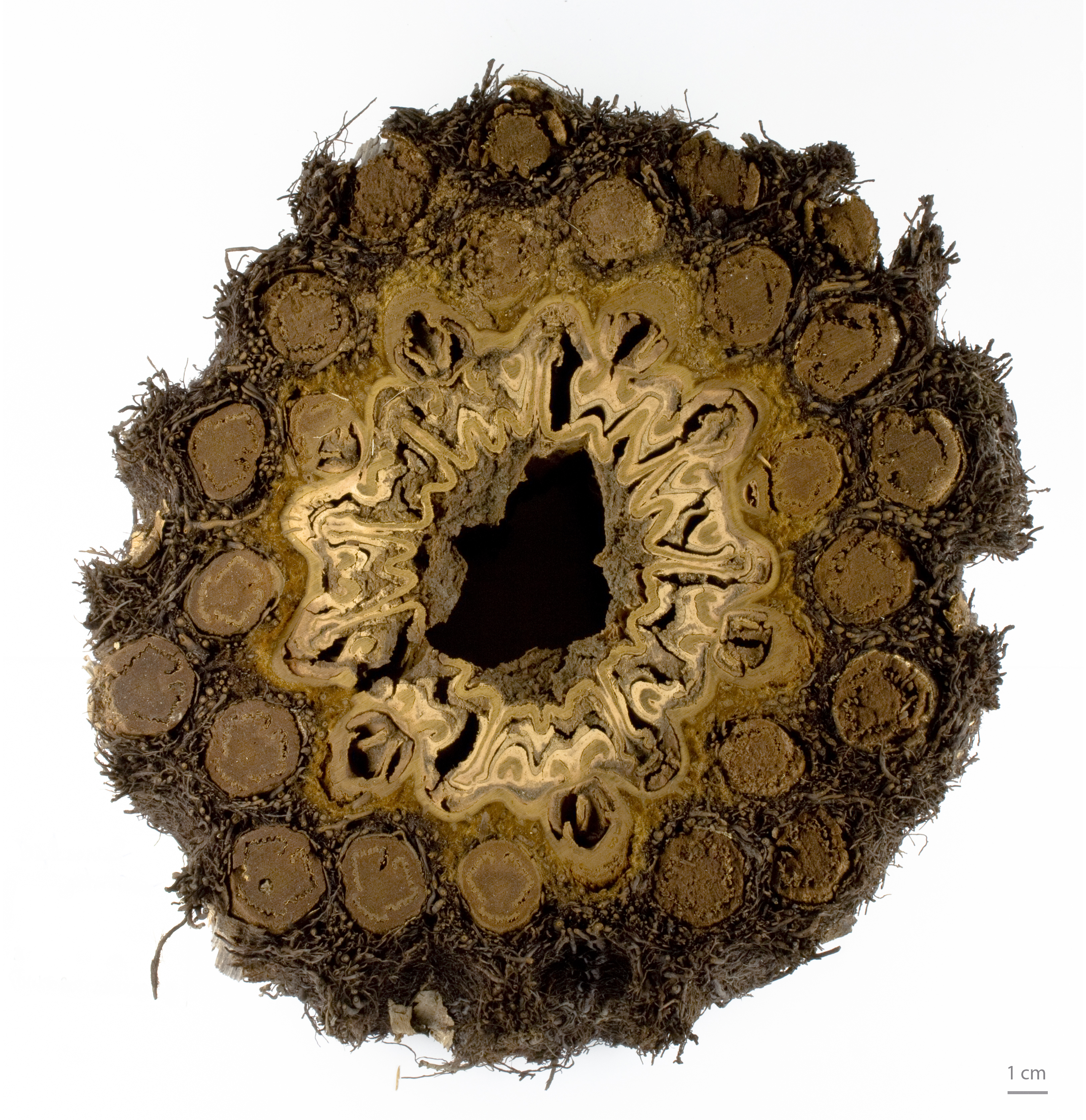
Przekrój pnia
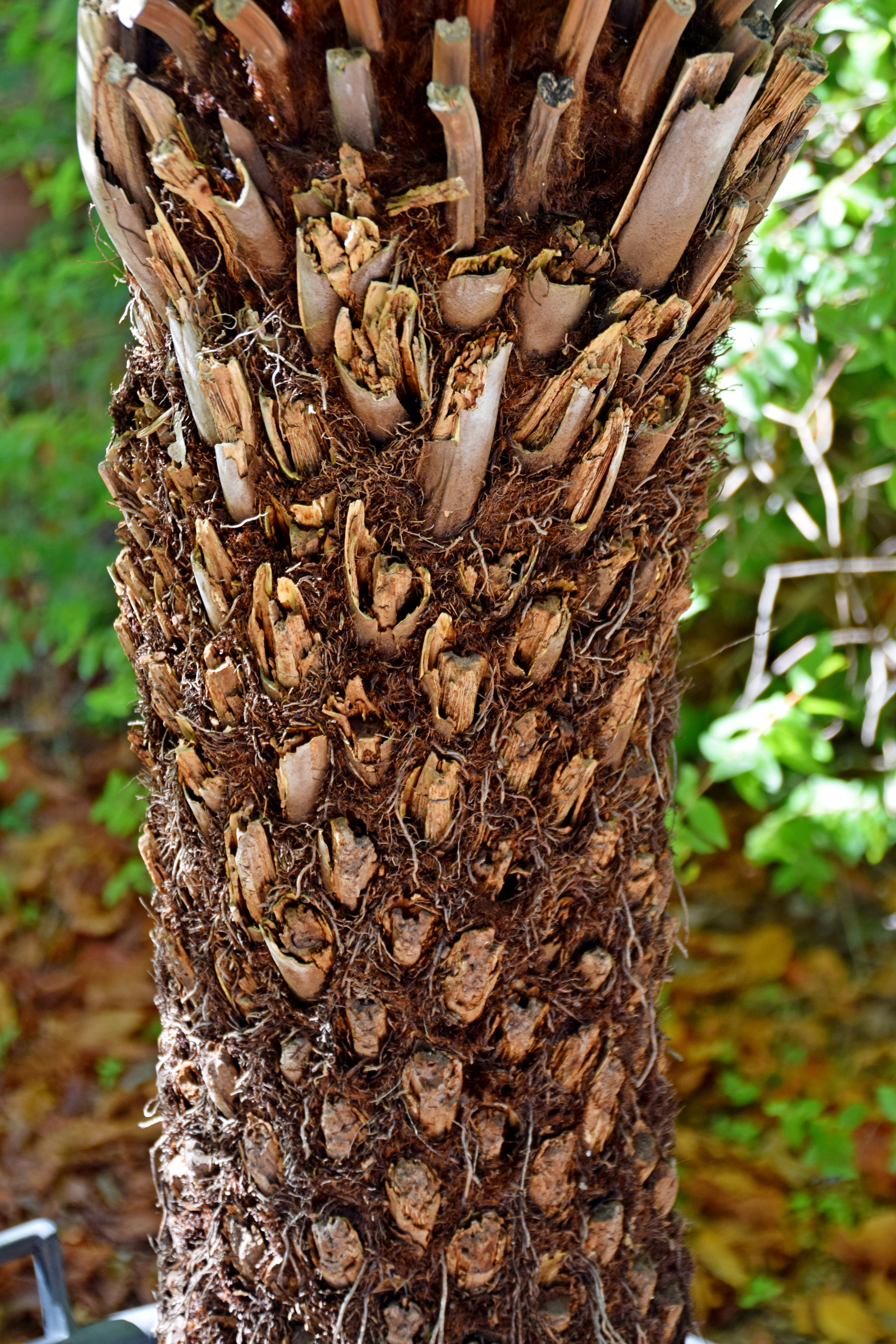
Pień
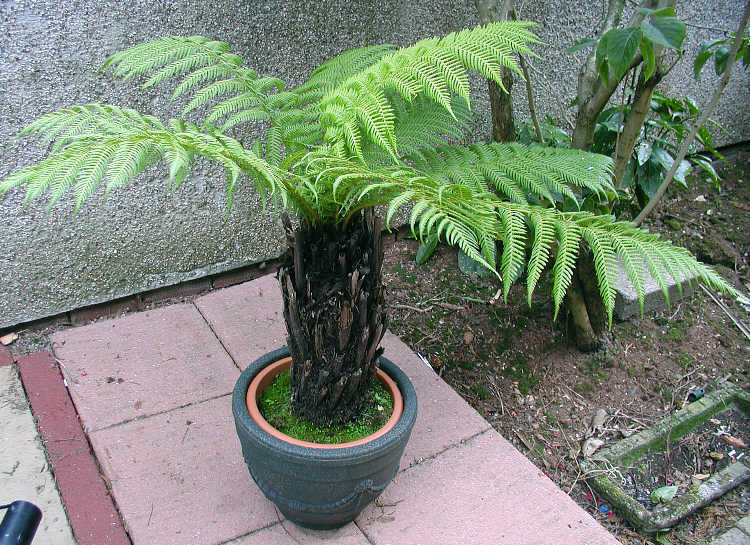
Uprawa doniczkowa
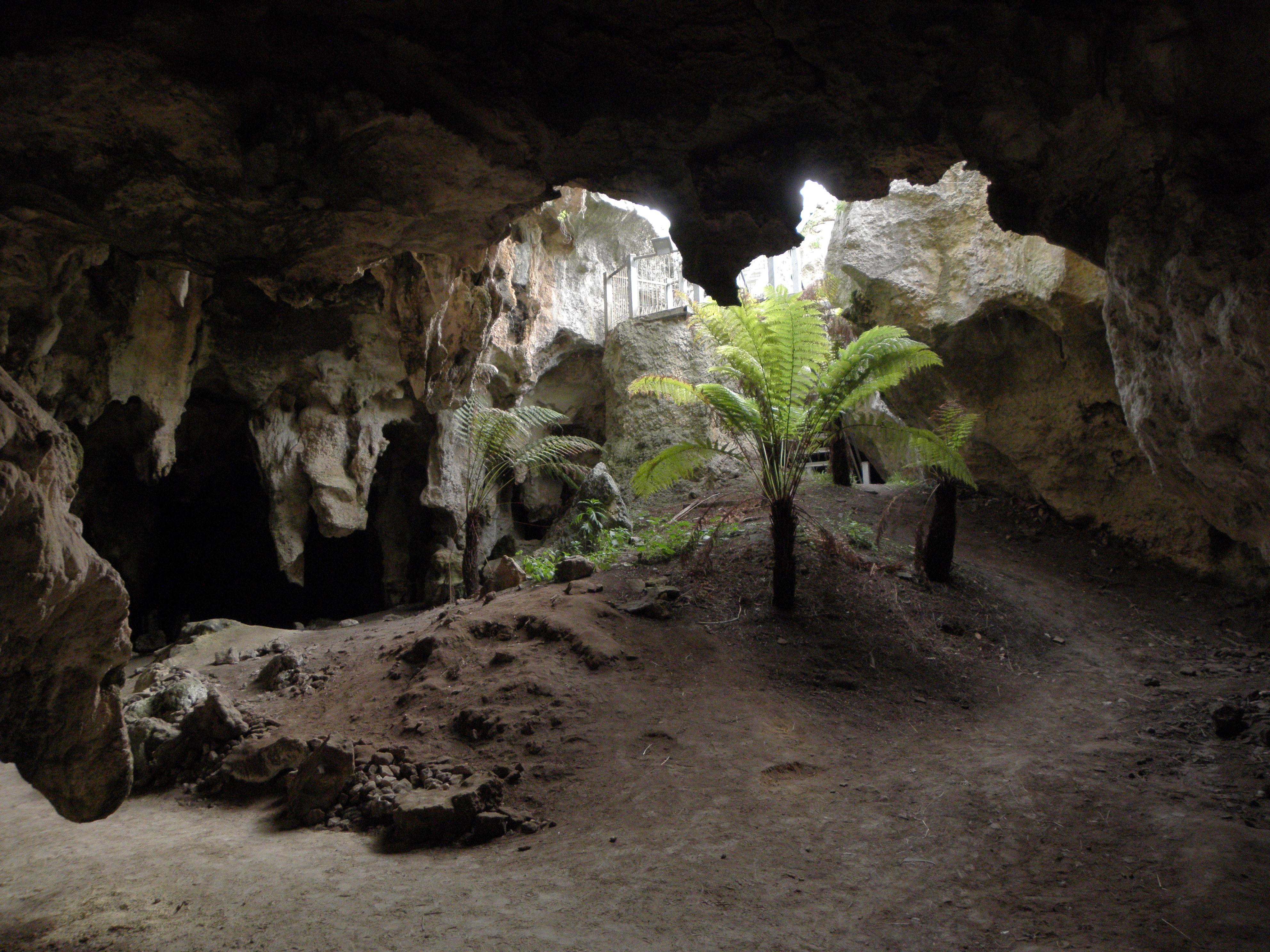
W naturalnym siedlisku
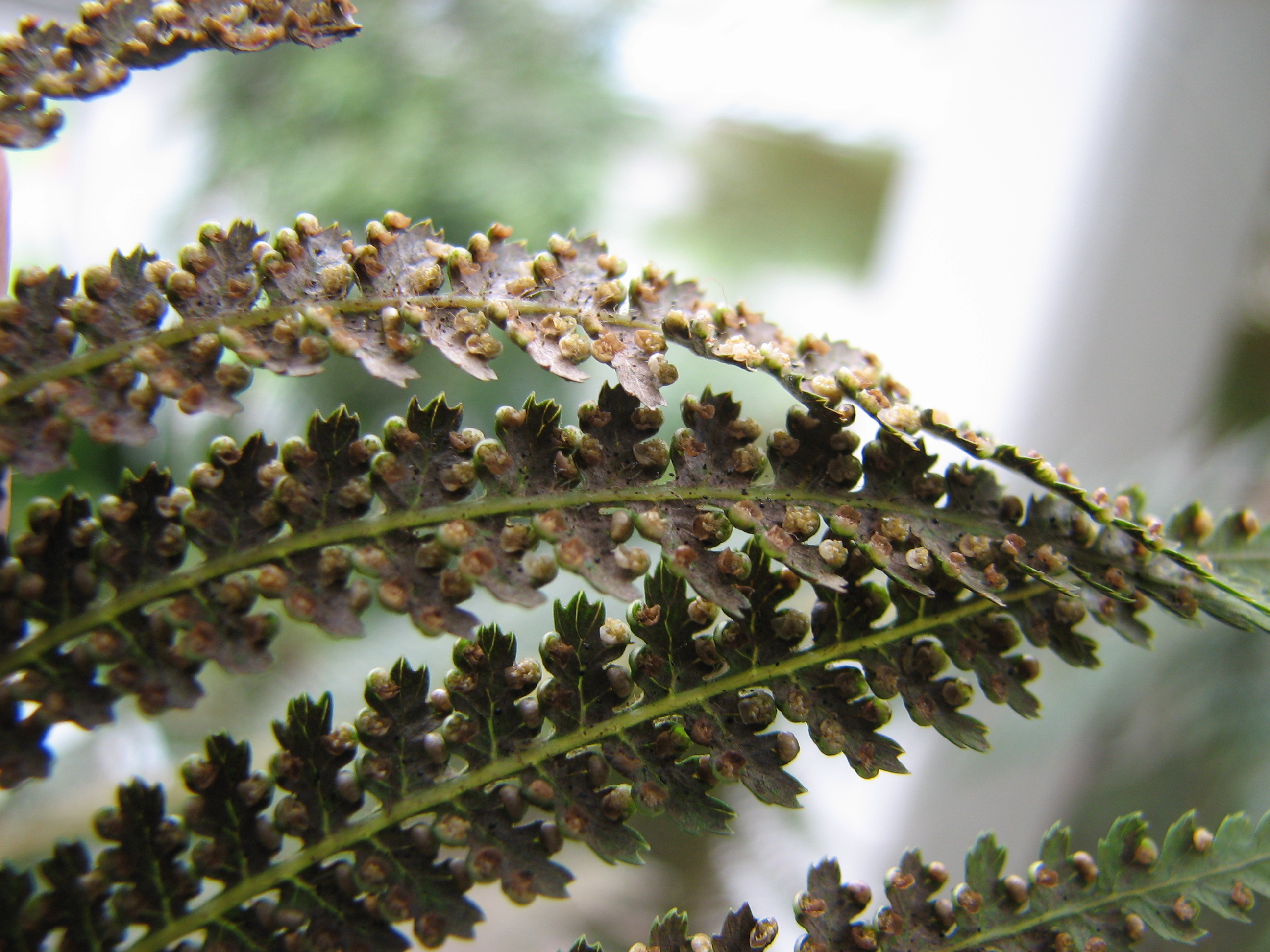
Liście z zarodniami

## Uprawa
Jest uprawiana jako roślina ozdobna. W uprawie rzadko przekracza wysokość 3 m. Jest mało odporna na mróz, znosi tylko kilkustopniowe mrozy (strefy mrozoodporności 8–10), w warunkach polskich uprawia się ją jako roślinę pokojową. Preferuje torfową i wilgotną glebę, stanowisko w półcieniu. Źle znosi przesuszenie. Rozmnaża się z wytwarzanych latem zarodników.